# Alice Adala
Alice Adala (née le 7 mai 1949) est une sprinteuse kényane.

## Carrière
Alice Adala est médaillée de bronze du 4 x 100 mètres aux Jeux africains de 1973 à Lagos. Elle remporte la médaille d'or du 100 mètres  et du relais 4 × 100 mètres aux Championnats d'Afrique de 1982 au Caire. 
Elle participe aussi aux finales du relais 4 × 100 mètres féminin et au relais 4 × 400 mètres féminin des Jeux du Commonwealth de 1982.